# Velká Buková
Velká Buková là một làng thuộc huyện Rakovník, vùng Středočeský, Cộng hòa Séc.